# Zacharias Veling
Zacharias Veling, auch Vehling, Vheling, Uheling, Fehling, Wellingk oder Wellinck, ungenau latinisiert Felinus (* um 1525/30 in Küstrin in der Neumark, Markgrafschaft Brandenburg-Küstrin; † nach 1592), war ein Jurist, der als Verwaltungsbeamter (Rat; Kanzler) und Diplomat für die Königreiche Dänemark und Norwegen, Schweden und das Großherzogtum Finnland, sowie die Herzogtümer Mecklenburg-Schwerin, Schleswig-Holstein-Sonderburg und Sachsen-Lauenburg tätig war. Er war ein überzeugter Calvinist.

## Leben
Zacharias Veling entstammte dem baltischen Zweig des Adelsgeschlechts Welling. Er immatrikulierte sich 1546/47 (Nr. 84) als „Zacharias Vhelingk“ zum Studium der Rechtswissenschaften an der Brandenburgischen Universität Frankfurt an der Oder, am 27. September 1551 als „Zacharias Veling Custrinianus, iur., i. et s.“ an der Alten Universität Köln und wurde an einer bisher nicht identifizierten Universität zum Doktor beider Rechte promoviert. Nach 1557 trug sich ein (N.) „Feling“ in Freiburg im Breisgau in das Stammbuch des stud. jur., späteren kaiserlichen Hofsekretärs und Hofrates Johann Andreas von Schwanbach († 1575) ein.
Zacharias Vhelingk hielt sich nach dem Studium zunächst in Livland (Lettland) auf, vermutlich auf Øsel oder in Riga. Um 1560/61 trat er in dänische Dienste. Dänemark hatte 1560 die livländischen Bistümer Kurland und Ösel-Wiek gekauft und durch die Union von Wilna (1561) weitere Gebiete in Livland erhalten.
1562 gehörte Zacharias Fehling mit Reichshofmeister Eiler Hardenberg (* um 1505; † 1565), Jacob Brockenhuus (1521–1577) und Jens Truidsen Ulfstand (* vor 1528; † 1566) der dänischen Delegation an, die am 7. August den Vertrag von Mozhaysk zwischen König Friedrich II. von Dänemark und Zar Iwan IV. von Russland abschloss. Auch 1564/65 und 1566/67 fungierte Zacharias Vheling als Gesandter König Friedrichs II. von Dänemark in Russland. Ab den 1570er Jahren wohnte Vehling ständig in Lübeck.
Vom 18. September 1572 bis zum 22. Juli 1573 war Zacharias Vehling im Livländischen Krieg in diplomatischer Mission für Herzog Johann Albrecht I. von Mecklenburg bei Zar Iwan IV. von Russland in Nowgorod. Er sollte nach der Installation des livländischen Königs Magnus von Dänemark mecklenburgische Ansprüche auf das Erzbistum Riga aus dem Warschauer Vertrag von 6. April 1564 mit König Sigismund II. August von Polen geltend machen. Am 12. April 1573 war Vehling in Nowgorod Zeuge der Hochzeit von König Magnus mit Marie von Stariza (* um 1560; † 1610), der Nichte des Zaren.
Zacharias Feling wurde Rat und Deutscher Kanzler des Herzogs Karl von Södermanland, des späteren Königs Karl IX. von Schweden.
1578 (oder 1579) brachte „Zacharias Felinus“, Kanzler des „Herzogs Karl von Finland“ (Caroli ducis Finlandiae … cancellarius) bzw. von Södermanland, den späteren (ab 1592 bzw. ab 1600) Universitätsprofessor der Universität Heidelberg Bartholomäus Coppen aus Rostock als Kind in die Kurpfalz nach Heidelberg und empfahl ihn den Pfälzern zur weiteren Ausbildung. Melchior Adam, ein Heidelberger Kollege von Coppen, meinte, der schwedische Kanzler sei ein „Onkel“ Coppens von Seiten der Mutter (avunculus) gewesen. Vizekanzler Zacharias Vehling war im April bis Mai 1578 mit Herzog Karl von Södermanland, Pfalzgraf Georg Johann I. von Pfalz-Veldenz (verheiratet mit Anna Gustavsdotter Wasa) als Vermittler und Kanzleisekretär Sven Elofsson (1534–1600) zur Brautwerbung in die Pfalz und nach Heidelberg gekommen. „Doctor Zacharias“ reiste vor Herzog Karl über Köln nach Stockholm zurück.
Ende 1578 konferierte er in Stockholm mit Kapitän Carlos de Eraso y Peralta († 1625), dem Botschafter des Juan de Austria und Beauftragten König Philipp II. von Spanien, über den Sundzoll und Möglichkeiten eines antidänischen spanisch-schwedischen Bündnisses, hielt allerdings konkrete militärische Informationen zurück.
1579 heirateten Karl IX. und Anna Maria von der Pfalz in Heidelberg. Im selben Jahr war „Zacharias Vheling“ – vielleicht zu diesem Anlass – Stammbucheinträger bei Otto Heinrich von Pfalz-Sulzbach.
Der schwedische Agent (Gesandte) Zacharias Veling musste sich am 14. November 1583 in Lübeck vor einer Ratskommission (Hermann Warmboeke, Thomas Rehbein) mit Superintendent Andreas Pouchenius und fünf weiteren Pastoren (Hauptpastor Gerhard Schröder, Georg Barth († 1595), Joachim Holtmann, Henrich Dassovius, Mag. Michael Rhau) verantworten, weil er calvinistische Bücher zu verbreiten suchte, Lutheraner verächtlich nur „Lutherὄνος“ (altgriechisch ὄνος (ónos) = „Esel“) nannte und die lutherische Abendmahlslehre bestritt.
1590 wurden Zacharias Veling und Bertram Sehstedt († um 150/91) von Johann von Schleswig-Holstein-Sonderburg bevollmächtigt, Holstein als dänisches Lehen für ihn in Empfang zu nehmen.
„Docteur Zacharias Fehling“ war 1592 mit Gustav (1570–1597) und Moritz von Sachsen-Lauenburg, aus Schweden kommend, am kaiserlichen Hof in Prag. Spätere Lebenszeugnisse sind nicht bekannt.

## Werke
- (zunächst fälschlich) Zacharias Veling (zugeschrieben; später korrigiert:[26] Johannes Hildeßheim): Curriculum vitae … Conscriptum ao 1621 mense Junio. In: Paul von Hedemann-Heespen (Hrsg.): Aus Aufzeichnungen und Briefen über drei Jahrhunderte schleswig-holsteinischer Geschichte. (= Quellen und Forschungen zur Geschichte Schleswig Holsteins), H. Haessel, 1915, S. 13–39 (archive.org) (Google-Books; eingeschränkte Vorschau).